# Cratere Ilma
Ilma è un cratere sulla superficie di Callisto.